# Gündlingen
Gündlingen est un petit village dans le nord du Markgräflerland dans le Bade-Wurtemberg. Gündlingen était une ville indépendante avant son incorporation avec la ville de Vieux-Brisach qui s'est déroulé le 1er avril 1972. Gündlingen est une ville d'une surface de 11,15 km2 où vit 1748 habitants d'après le recensement de 2008.